# Teddymuseum
Das erste Teddymuseum der Welt wurde im Jahr 1986 von der Kunsthistorikerin und Sammlerin Florentine C. Bredow in Berlin am Kurfürstendamm eröffnet. Von 2002 bis 2010 befand sich dieses Museum im bayerischen Hof, wo die Sammlung in verschiedenen Räumen eines Kellergewölbes, vom Museum als "Bärenhöhlen" bezeichnet, präsentiert wurde.
Rund 5000 Bären umfasst die Sammlung, darunter sehr seltene und wertvolle, sogar weltweit einzigartige Teddybären, und ist damit die weltweit größte ihrer Art. Zu sehen sind Bären aller Größen und Formen mit und ohne eingebaute Stimmen, große zottelige Braunbären, Pandabären und langhaarige Kuscheltiere ebenso wie Mini-Teddys, zum Beispiel ein gehäkelter kleiner Bär von nur drei Zentimeter Länge. Auch andere Stofftiere beherbergt das Museum, darunter prominente Tiere, wie das Marsupilami des französischen Comiczeichners André Franquin oder den Plumpaquatsch aus der gleichnamigen Kindersendung, die in den 70er Jahren produziert wurde.   